# Хвост, Василий Иванович
Василий Иванович Хвост (1879 — 11 октября 1912) — крестьянин, публицист, политический деятель, депутат Государственной думы II созыва от Черниговской губернии.

## Биография
По национальности «малоросс» (то есть украинец), из казаков села Великая Кошелевка Дремайловской волости Нежинского уезда Черниговской губернии. Выпускник земской сельской школы. В армии служил штабным писарем. По возвращении в родное село был избран, несмотря на молодость, волостным старшиной. Выполнял поручения крестьян и был ходоком в 1-ю Государственную Думу. Занимался земледелием на участке площадью 10 десятин.
На выборах во II-ую Государственную Думу был избран в число 11 выборщиков от Нежинского уезда. В Чернигове именно он призвал крестьянских выборщиков не слушать правых, а идти на общее собрание. На заседании выборщиков был избран товарищем председателя. Руководители местного отделения «Союза русского народа» пожаловались губернатору Н. М. Родионову, а тот распорядился доставить «бунтовщика» в его резиденцию. Как сообщала газета «Рада», губернатор Н. Родионов  "начал на него «кричать», угрожая, что он его везде найдёт, даже в Думе, и «свернёт в бараний рог»". При этом рядом с Хвостом стоял ингуш с обнажённым кинжалом. А тем временем собрание выборщиков было прервано до тех пор, пока губернатор не освободит Хвоста. Родионов был вынужден отпустить будущего депутата. 

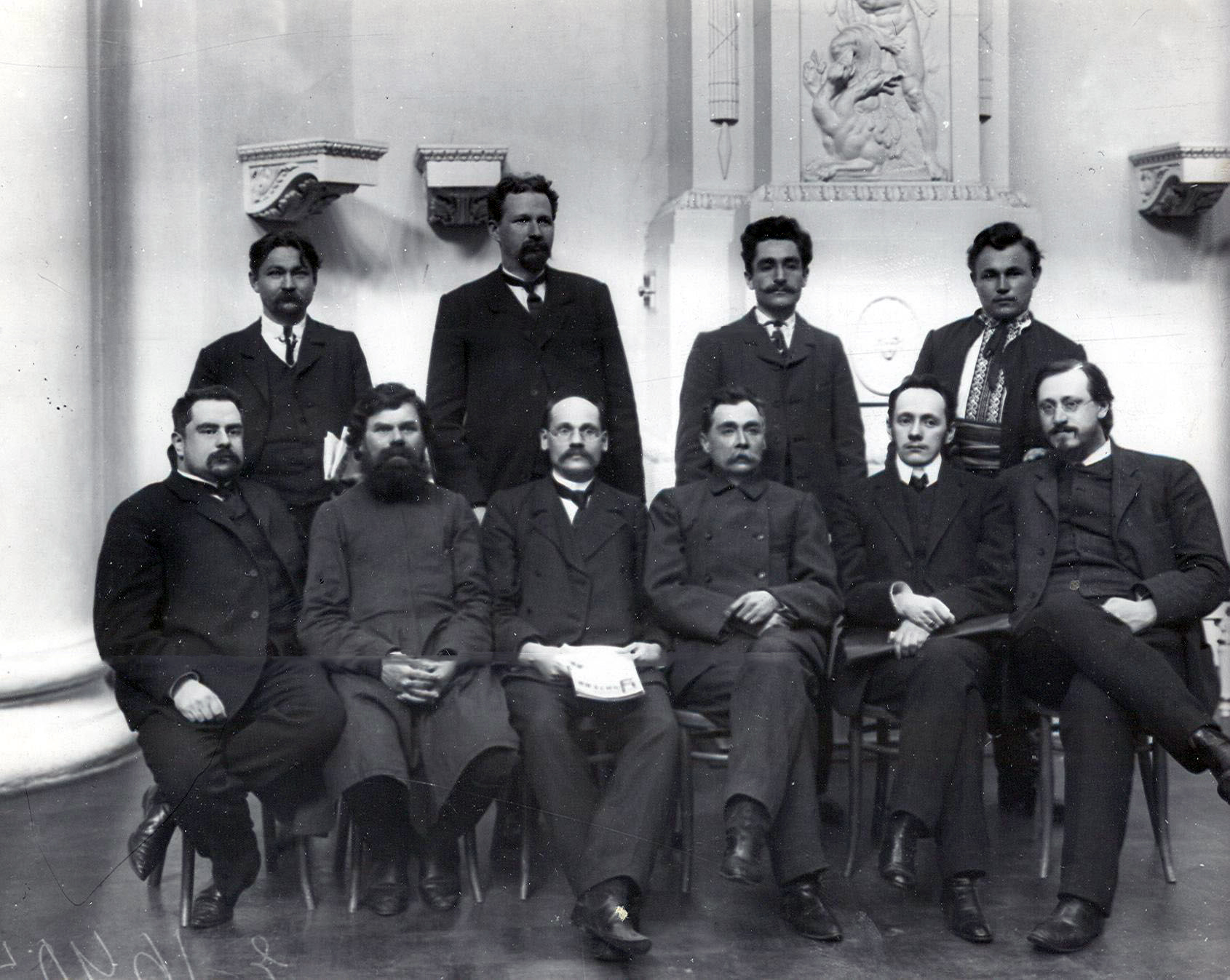
Члены Государственной Думы II созыва от Черниговской губернии. Стоят: Н. В. Дементьев, Н. К. Рубисов, Ф. И. Приходько, В. И. Хвост; сидят: П. П. Юренев, Т. С. Веремеенко, А. Г. Лосик, П. А. Трофименко, М. А. Искрицкий, В. В. Волк-Карачевский

6 февраля 1907 избран во Государственную думу II созыва от общего состава выборщиков Черниговского губернского избирательного собрания.  Входил в Социалистов-революционеров группу. 4 марта 1907, то есть через 2 недели после открытия Думы, Василь Хвост вместе с врачами Н. К. Рубисовым и Н. И. Долгополовым и подольским священником А. И. Гриневичем обратился к депутатам-украинцам с призывом собраться для обсуждения вопроса о создании фракции. Таким образом, по их инициативе была создана  «Украинская Трудовая громада», включавшая  47 человек. Выступал в прениях об избрании Комиссии по народному образованию.
Широкую огласку приобрело выступление В. Хвоста по поводу запроса о преследованиях, которым подверглись 30 крестьянских депутатов Думы от Киевской и Подольской губерний. В короткой речи В. Хвост заявил, что левые не удовлетворены объяснением министра юстиции, а Дума в очередной раз показала свою неспособность защищать интересы народа, раз не может защитить от преследований даже своих собственных членов.

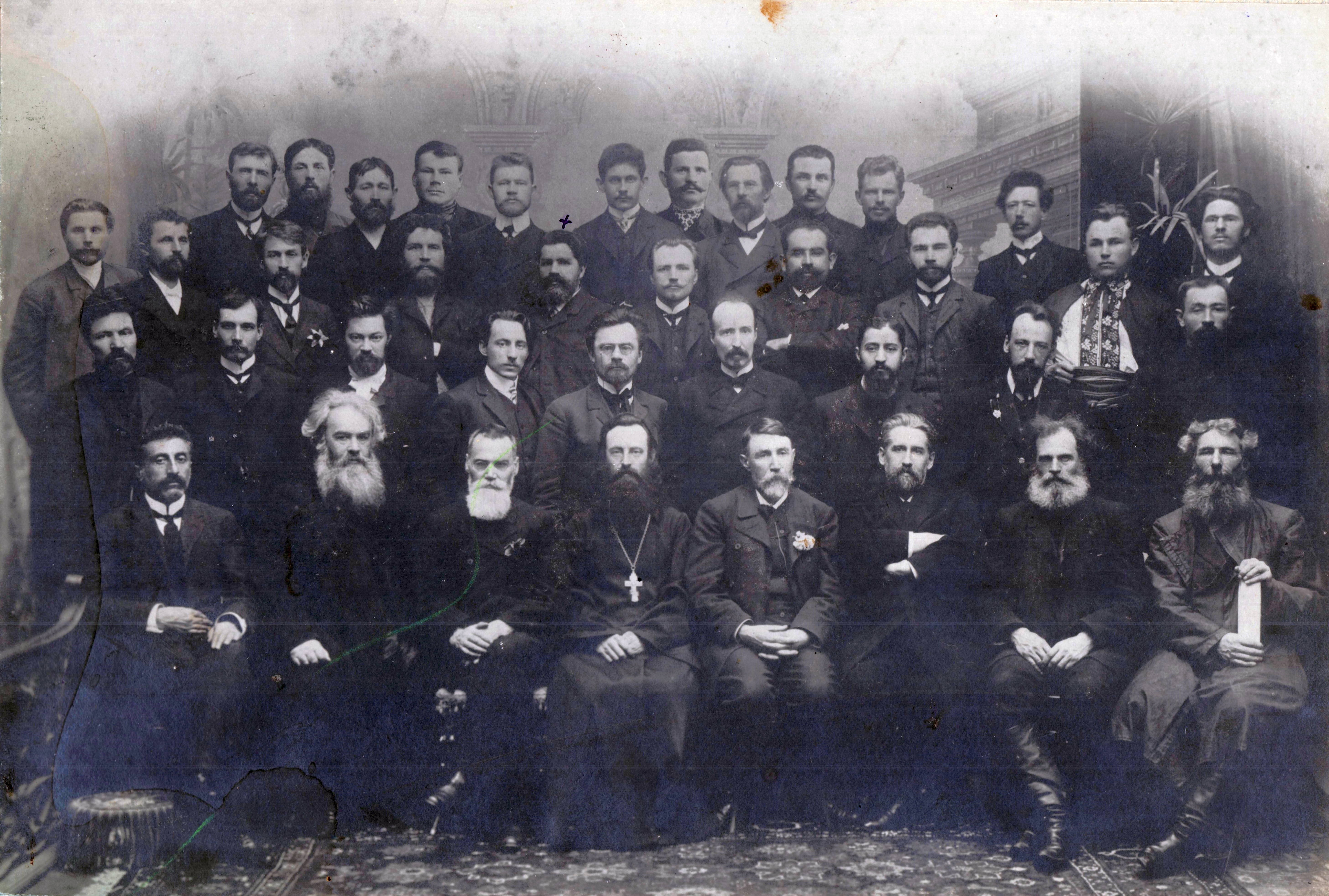
В. И. Хвост (второй справа, 2-й ряд) в парламентской группе эсеров во II Государственной Думе (1907)

В. И. Хвост, вместе с депутатами П. С. Ширским, Г. К. Покровским и  В. Г. Архангельским выступил с опровержениями запроса графа В. А. Бобринского и ответа ему премьер-министра П. А. Столыпина  об аресте террористов, готовивших покушение на императора, великого князя Николая Николаевича и премьер-министра. Выступавшие основывались на ошибочных разъяснениях Чернова о том, что эти слухи — беспочвенная инсинуация. Но в ответ выступавшим были предъявлены неопровержимые улики, что вызвало громкий скандал.
Критикуя реформу начальной школы, представленную министром образования Российской империи П. Кауфманом, В. Хвост требовал отдавать предпочтение земским школам перед приходскими, и обучать сельских детей «полезным знаниям» обязательно на родном языке. «Для нас крестьян, особенно на Украине, образование настолько важно, что оно значит не меньше, чем земельный вопрос. Ведь если бы мы были образованные, если бы наша страна была грамотной, то нам, думается, не понадобилось так долго бороться, как сейчас» — сказал он.
3 апреля 1907 года вместе с ещё 6 черниговскими депутатами послал телеграмму перводумцу И. Шрагу в связи с преследованием  за подписание им Выборгского воззвания: «Возмущённые Вашим исключением из сословия. Мы шлём Вам горячее сочувствие и твёрдо надеемся, что солнце правды, права и свободы неизбежно взойдет над тяжёлой русской жизнью».
После разгона Государственной Думы II созыва на В. Хвоста посыпались «ложные доносы». Он был вынужден вместе с семьей перебраться в Киев, где работал кассиром в театре Садовского. Однако уже осенью 1907 его арестовали, предъявив необоснованные обвинения в организации «большой преступной группы» и «сокрытии какого-то выдающегося террориста». Полтора года он провёл в камере-одиночке черниговской тюрьмы, закованный в кандалы. В это время И. Шраг, отбывавший наказание за "Выборгское воззвание",  делился с ним «пищей и украинскими книгами». В ссылку в Красноярск бывшего депутата также повезли закованным. «Угрозы Родионова, - писал Хвост с дороги, — вполне выполнены». В Красноярске после короткого пребывания в местной тюрьме бывшего депутата отправили в ссылку в село Рыбное Минусинского уезда Енисейской губернии в 360 верстах от ближайшего города. В ссылке Василь Хвост пытался серьёзно заниматься огородничеством, он писал, что будет пытаться «вырастить в парниках арбузы, дыни, баклажаны, но не знает будет дело или не будет». Он просил друзей прислать ему украинские книги, в частности, «Историю Украины»: «пришлите мне, потому что у меня нет, а надо же очень».
Он погиб 11 октября 1912 при до сих пор не выясненных обстоятельствах.

## Семья
Скончался, оставив жену и пять малолетних детей без средств к существованию.

## Сочинения
- Василь Хвіст. Міністерська ласка // Рідна справа. Думські вісті. – 1907. – №9. – 20 травня. – С.2.

## Отзывы современников
«Среди депутатов уже намечаются замечательные ораторы. Счастливое сочетание жизненного опыта с молодыми годами предоставляет их речам большой вес и оставляют сильное впечатление пока всё ещё в кулуарах. Вот в небольшом кружке ораторствует Черниговский депутат Хвост. Молодой, кобичкуватый, с русой, кудрявой головой, в вышитой рубашке с красной лентой и широким красным поясом, он, несмотря на свои 26 лет, оставляет впечатление 20 летнего хлопца. — В. Писнячевский. газета "Рада".

Его значение в истории украинского освободительного движения было тем более неоценимо, что из числа украинских депутатов ..., он один сформулировал ярко программу украинского освободительного движения - земельная реформа и автономия Украины. — Николай Ковалевский

### Рекомендуемые источники
- Мир праху, честь имени. Минусинский некрополь. - Минусинск : Надежда и Мы, 2009. Кн. 1. 183 с.
- Пузанов Д. Минусинская ссылка 1910-1917 гг. // Каторга и ссылка: Историко-революционный вестник. Кн. 39. М., 1928. С. 90-91.
- О.  Коник.  Депутати  Державної Думи Російської імперії від губерній Наддніпрянської України (1906–1917 рр.). Дніпропетровськ. 2013.

### Архивы
- Российский государственный исторический архив. Фонд 1278. Опись 1 (2-й созыв). Дело 468; Дело 608. Лист 7, 8.